# Фоксфорд
Фоксфорд (англ. Foxford; ирл. Béal Easa, «устье водопада») — (переписной) посёлок в Ирландии, находится в графстве Мейо (провинция Коннахт) на трассе N26 в 16 км к югу от Баллины.
Фоксфорд расположен на реке Мой, в которой ловят лосося, недалеко от озёр Лох-Конн и Лох-Куллин и между горами Нефин и Бычьими. Фоксфордский маршрут (Foxford Way) — это 86-километровый промеченный туристический маршрут, который огибает Фоксфорд, проходит через Бычьи горы, болота, места археологических раскопок, берега озёр и рек.
В 1891 году Агнес Бернар основала в Фоксфорде монастырь.  А в 1892 году она же открыла здесь шерстяную фабрику с испольованием энергии реки Мой. Фоксфордская шерстяная фабрика известна производством характерных шерстяных одеял.
Местная железнодорожная станция была открыта 1 мая 1868 года.

## Демография
Население — 1 058 человек (по переписи 2006 года). В 2002 году население было 878 человек.
Данные переписи 2006 года:
| Общие демографические показатели |               |                               |                               |      |      |
| Всё население                    | Всё население | Изменения населения 2002—2006 | Изменения населения 2002—2006 | 2006 | 2006 |
| 2002                             | 2006          | чел.                          | %                             | муж. | жен. |
| 878                              | 1 058         | 180                           | 20,5                          | 522  | 536  |

В нижеприводимых таблицах сумма всех ответов (столбец «сумма»), как правило, меньше общего населения населённого пункта (столбец «2006»).
| Религия (Тема 2 — 5 : Число людей по религиям, 2006) |             |                |             |            |       |       |
| Католики, чел.                                       | Католики, % | Другая религия | Без религии | не указано | сумма | 2006  |
| 978                                                  | 92,4        | 46             | 23          | 11         | 1 058 | 1 058 |

| Этно-расовый состав (Этничность. Тема 2 — 3 : Постоянное население по этническому или культурному происхождению, 2006) |            |              |       |        |        |            |       |       |
| Белые ирландцы | Лухт-шулта | Другие белые | Негры | Азиаты | Другие | Не указано | сумма | 2006  |
| 952 | 2          | 59           | 0     | 0      | 11     | 14         | 1 038 | 1 058 |
| Доля от всех отвечавших на вопрос, %                                                                                   |            |              |       |        |        |            |       |       |
| 91,7 | 0,2        | 5,7          | 0,0   | 0,0    | 1,1    | 1,3        | 100   | 98,11 |

1 — доля отвечавших на вопрос о языке от всего населения.
| Владение ирландским языком (Тема 3 — 1 : Число людей от 3 лет и старше по способности говорить по-ирландски, 2006) |      |            |       |       |
| Владеете ли Вы ирландским языком?                                                                                  |      |            |       |       |
| Да | Нет  | Не указано | сумма | 2006  |
| 448 | 540  | 22         | 1 010 | 1 058 |
| Доля от всех отвечавших на вопрос о языке, %                                                                       |      |            |       |       |
| 44,4 | 53,5 | 2,2        | 100   | 95,51 |

1 — доля отвечавших на вопрос о языке от всего населения.
| Использование ирландского языка (Тема 3 — 2 : Irish speakers aged 3 or over by frequency of speaking Irish, 2006) |                                                            |                                               |                                               |                                               |                                               |                                               |       |                                     |       |
| Как часто и где Вы говорите по-ирландски?                                                                         |                                                            |                                               |                                               |                                               |                                               |                                               |       |                                     |       |
| ежедневно, только в образовательных учреждениях                                                                   | ежедневно, как в образовательных учреждениях, так и вне их | в других местах (вне образовательной системы) | в других местах (вне образовательной системы) | в других местах (вне образовательной системы) | в других местах (вне образовательной системы) | в других местах (вне образовательной системы) | сумма | всего, отвечавших на вопрос о языке | 2006  |
| ежедневно, только в образовательных учреждениях                                                                   | ежедневно, как в образовательных учреждениях, так и вне их | ежедневно                                     | каждую неделю                                 | реже                                          | никогда                                       | не указано                                    | сумма | всего, отвечавших на вопрос о языке | 2006  |
| 106 | 6                                                          | 9                                             | 20                                            | 174                                           | 125                                           | 8                                             | 448   | 1 010                               | 1 058 |
| Доля от всех отвечавших на вопрос о языке, %                                                                      |                                                            |                                               |                                               |                                               |                                               |                                               |       |                                     |       |
| 10,5 | 0,6                                                        | 0,9                                           | 2,0                                           | 17,2                                          | 12,4                                          | 0,8                                           | 44,4  | 100                                 |       |

| Типы частных жилищ (Тема 6 — 1(a) : Число частных домовладений по типу размещения, 2006) |          |         |                 |            |       |       |
| Отдельный дом                                                                            | Квартира | Комната | Переносные дома | не указано | сумма | 2006  |
| 403                                                                                      | 17       | 0       | 2               | 6          | 428   | 1 058 |